# Oste-Hamme-Kanal
Der Oste-Hamme-Kanal oder Hamme-Oste-Kanal ist ein Kanal in Norddeutschland, der die Oste mit der Hamme verbindet. Er geht von der Oste bei Spreckens vier Kilometer oberhalb Bremervörde ab und verläuft durch das frühere Teufelsmoor und Gnarrenburg, bis er bei Viehspecken die Hamme erreicht. Der Bereich des Kanals nahe der Mündung in die Hamme wird auch Kollbeck genannt.

## Geschichte
Der Kanal wurde 1769 bis 1790 durch Jürgen Christian Findorff gebaut und diente der Entwässerung des Teufelsmoors sowie dem Frachtverkehr (hauptsächlich Torf in Richtung Bremen und Hamburg) mit Torfkähnen. Diese Torfkähne nannte man Halbhunt-Kähne oder -Schiffe. Auf diesen Halbhunt-Kähnen konnte man ca. sechs Kubikmeter Brenntorf transportieren. Die lange Bauzeit rührte von den Schwierigkeiten her, die der weiche Torfboden verursachte, der immer wieder nachrutschte und erneutes Ausgraben erforderlich machte. Vor allem in der Ortschaft Langenhausen war der Bau sehr erschwert weil mitten in der Ortschaft eine Sanddüne aus dem Moor ragt. Ab den 1860er Jahren wurden zahlreiche Klappstaue und Doppelschleusen eingebaut, die die Torfschifffahrt erleichterten.
1950 wurde das Ostewehr zwischen Ostebrücke (B 71) und Fußgängerbrücke (Auepark–Vorwerk) gebaut zur Regulierung der Wasserstände.

## Umwelt

### Flora
Der Kanal besitzt mehrere Staustufen und weist eine steile, hohe Böschung auf, auf deren oberem Rand teilweise Bäume stehen. Im Bereich von Klenkendorf ist das Ufer zum Teil mit Faschinen aus schwarzen Kunststoffplatten befestigt. Im Bereich Spreckens sind Faschinen nur in der Nähe von Brücken und Staustufen angebracht. Das Flusssediment ist torfig, teilweise gibt es dichte Detritusablagerungen. Besonders in Langenhausen besteht das Sediment verstärkt aus Faulschlamm.

### Fauna
Nennenswerte Fischbestände existieren im Oste-Hamme-Kanal nicht. Typisch sind jedoch Wasserratten und Enten.

### Wasserqualität
Die biologische Gewässergüteuntersuchung und die chemisch-physikalische Wasseranalyse wurden im Jahr 1997 durchgeführt. Der Oste-Hamme-Kanal wurde in die Gewässergüteklasse III (Tendenz zu III–IV „sehr stark verschmutzt“) eingestuft. Im Wasser befinden sich hohe Konzentrationen von Ammonium und Ortho-Phosphatbelastungen. Ursache für die Phosphatkonzentration ist die Hochmoorentwässerung und die landwirtschaftliche Nutzung des Moorbodens. Die Belastung durch coliforme Keime war einige Male erhöht.

## Bedeutung als Verkehrsweg
Der Kanal bildete anfänglich die einzige Binnenwasserverbindung zwischen Elbe und Weser. Er ist 19 km lang, hatte eine Sohlenbreite von vier Meter und eine Wasserspiegelbreite von sechs Meter. Die Wassertiefe betrug 0,9 Meter. Heute ist der Kanal zugewuchert und nicht mehr befahrbar. Durch die Instandsetzung der Klappstaue ist allenfalls Wasserwanderung möglich.

## Galerie

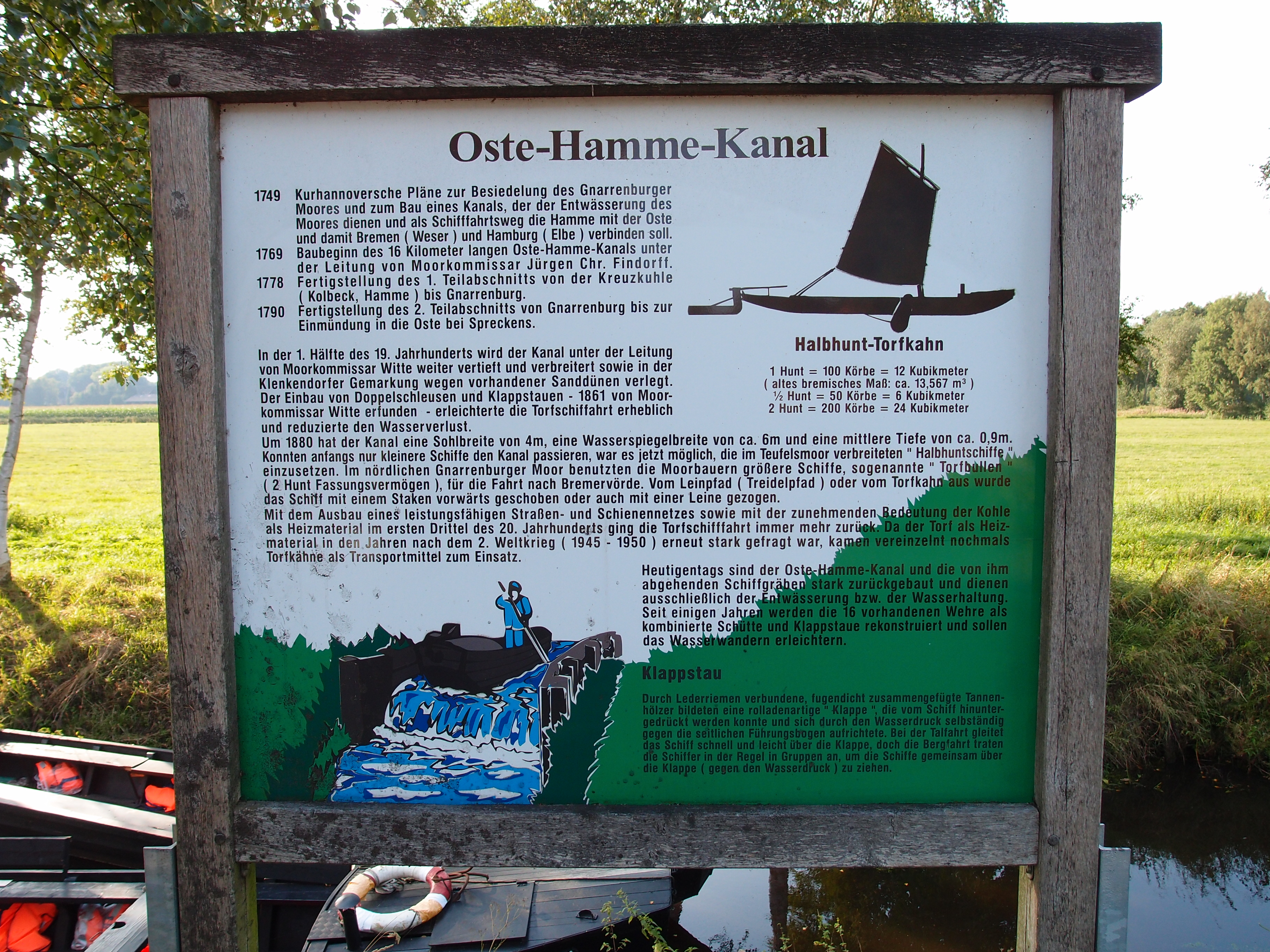
Infotafel in Klenkendorf
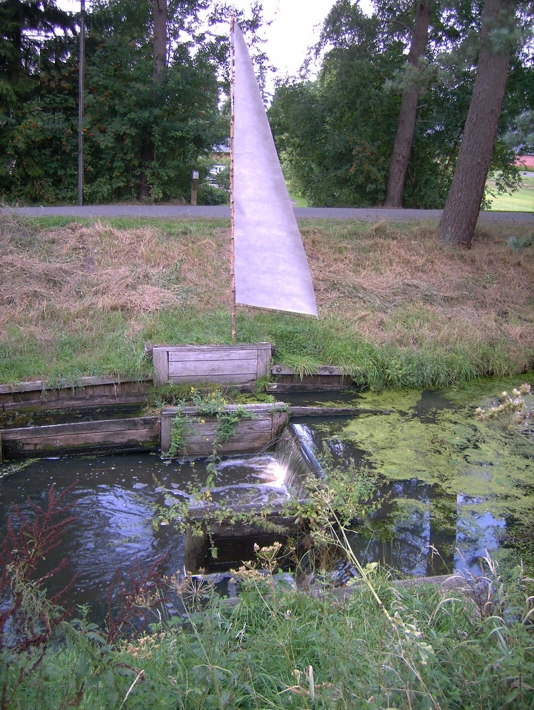
Klappstau am Oste-Hamme-Kanal bei Findorf
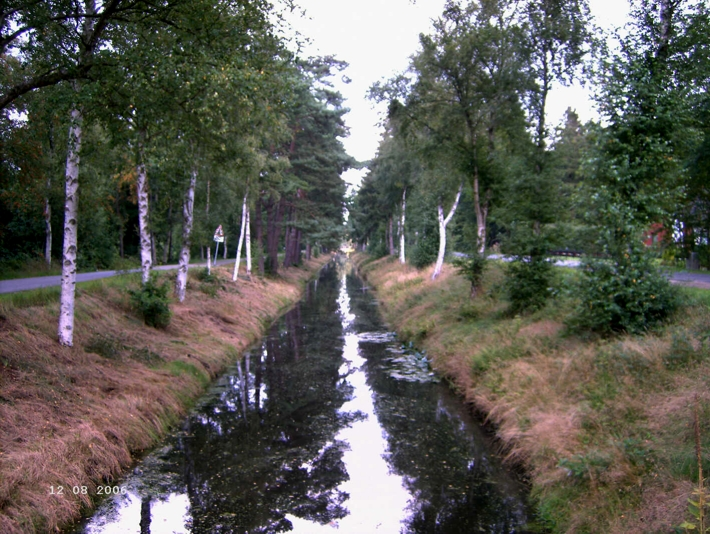
Der Oste-Hamme-Kanal bei Findorf
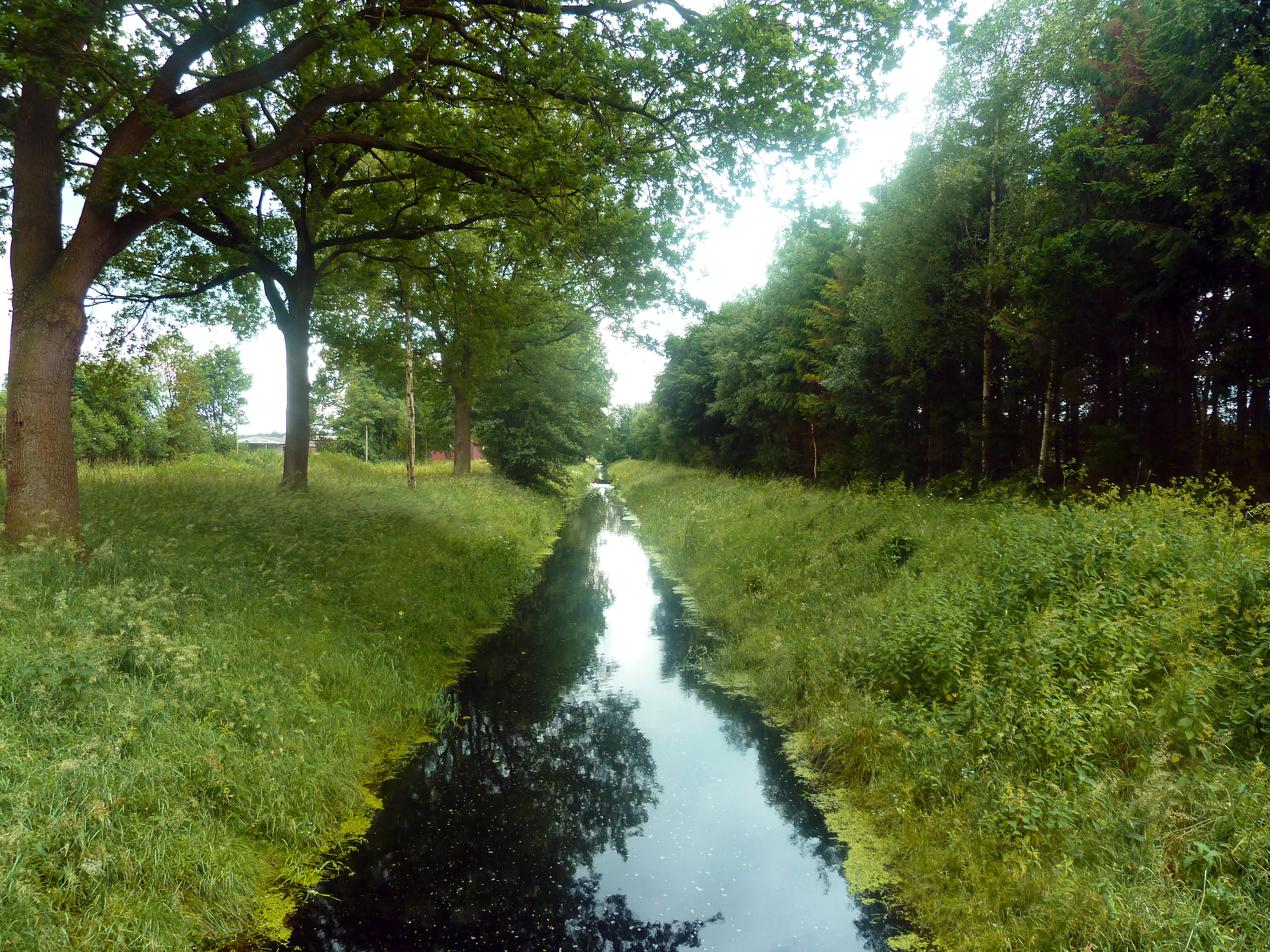
Der Oste-Hamme-Kanal bei Spreckens
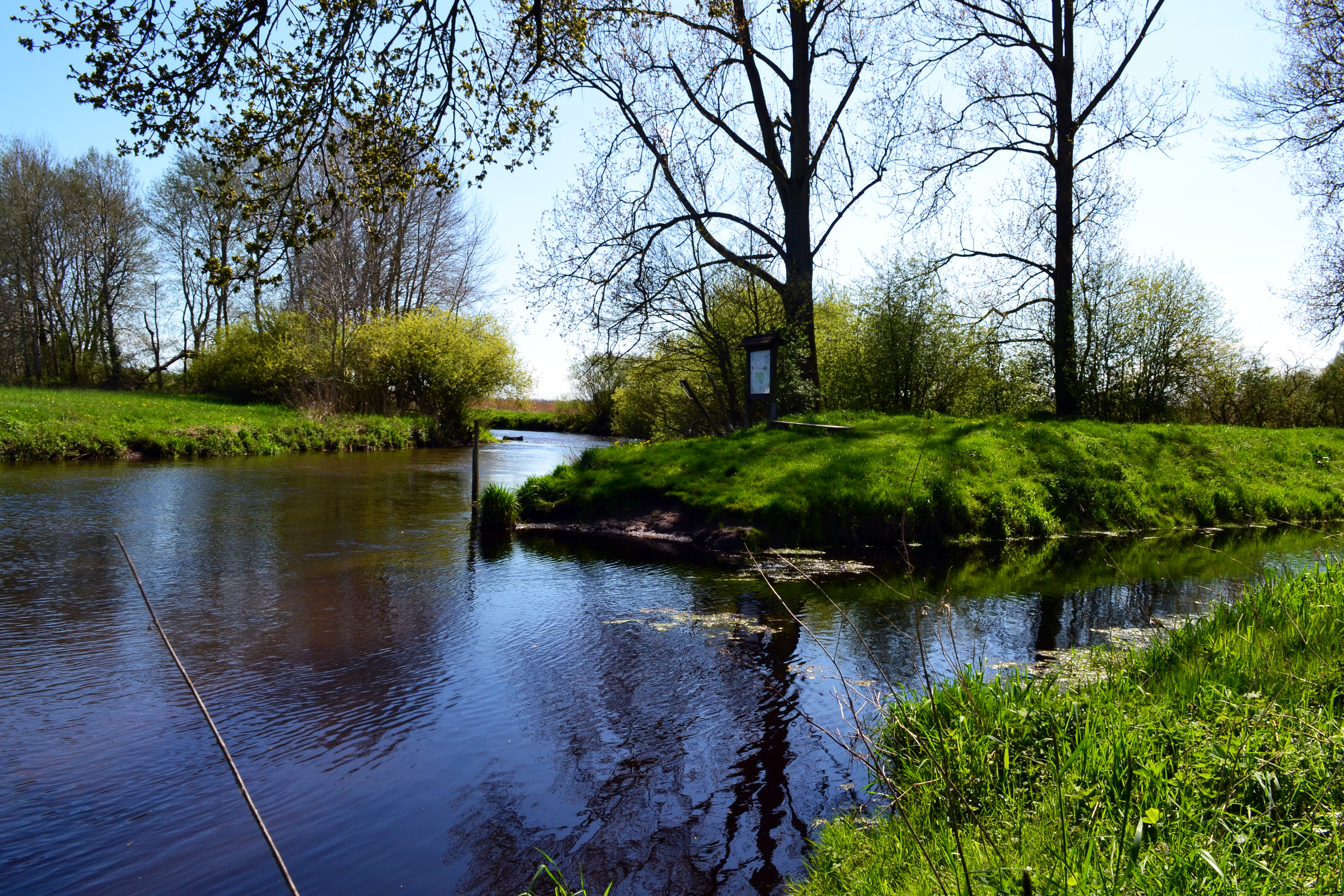
Mündung in die Oste in Spreckens